# The Wives of the Dead (Oper)
The Wives of the Dead (deutsch: Die Frauen der Toten) ist eine Oper in zwei Versionen nach der gleichnamigen Erzählung von Nathaniel Hawthorne. Alois Bröder richtete das Libretto ein und zeichnet gleichzeitig für die Komposition verantwortlich. Die erste Version der Erzählung artikuliert sich in Englisch, die zweite hingegen auch teilweise in Deutsch. Das Auftragswerk wurde am 2. Februar 2013 im Theater Erfurt uraufgeführt.

## Handlung
Die Erzählung spielt Mitte des 18. Jahrhunderts in der Bay Province, Massachusetts. Zwei junge Frauen – die ruhige fromme Mary und die lebhafte und temperamentvolle Margaret – leben mit ihren Männern, die Brüder sind, in einem gemeinsamen Haus. Beide haben kürzlich die Nachricht vom Tod ihrer Männer erhalten. Marys Mann ist auf See umgekommen, und Margarets Gatte als Soldat in Kanada gefallen. Mehrere Trauergäste kommen, um Beileid zu bekunden. Ein Pfarrer trägt die biblische Lazarus-Erzählung vor. Nachdem die Gäste gegangen sind, unterhalten sich die beiden Frauen miteinander über ihren Schmerz. Im Gegensatz zu Margaret scheint Mary das Schicksal duldsam zu akzeptieren. Nach dem Abendessen ziehen sie sich in ihre getrennten Schlafzimmer im oberen Stockwerk zurück. Mary schläft bald ein. Margaret jedoch findet keine Ruhe. Nach einer Weile vernimmt sie ein Klopfen an der Haustür. Es ist ihr Nachbar Parker. Er teilt Margaret mit, dass er ihren Mann vor Kurzem lebendig gesehen habe. Margaret will ihr Glück mit Mary teilen, aber dann fällt ihr ein, dass sie dadurch deren eigene Trauer noch verstärken würde. Sie verzichtet darauf, Mary zu wecken, und legt sich wieder schlafen. Etwas später klopft es erneut. Diesmal erwacht Mary und erhält von ihrem früheren Verehrer Stephen ebenfalls die Nachricht, dass ihr Mann noch lebe. Auch sie verzichtet aus Rücksicht auf die Gefühle ihrer Schwägerin darauf, sie zu wecken. Stattdessen richtet sie lediglich die aufgewühlten Betttücher an Margarets Bett. In diesem Moment wacht „sie“ auf. An dieser Stelle endet Hawthornes Erzählung. Es bleibt offen, wer mit „sie“ gemeint ist. Falls es Margaret ist, gibt es ein glückliches Ende. Wenn dagegen Mary gemeint ist, könnte es sein, dass sie oder beide Frauen die Begebenheit lediglich geträumt haben. Der erste Teil der Oper, den Bröder als „träumerische Realität“ bezeichnete, endet damit, dass Mary versucht, Margaret mit dem Betttuch zu ersticken.
Im zweiten Teil der Oper wird die gesamte Geschichte nach der Trauerfeier mit Veränderungen wiederholt. Diesen Teil bezeichnete Bröder als „realistischen Traum“. Diesmal bedrängen die beiden Boten die Frauen und verursachen große Verzweiflung. Beide Frauen begehen Selbstmord. Abschließend zieht die Trauergemeinschaft durch das gemeinsame Zimmer. Alle Fragen bleiben offen.

## Instrumentation
Die Orchesterbesetzung der Oper enthält die folgenden Instrumente:
- Holzbläser: zwei Flöten, zwei Oboen, zwei Klarinetten, zwei Fagotte
- Blechbläser: vier Hörner, zwei Trompeten, zwei Posaunen, Tuba
- Schlagwerk (drei Spieler)
- Klavier oder Celesta
- Harfe
- Streicher
- Zuspielband

## Werkgeschichte
Die Oper entstand in den Jahren 2008 bis 2010. Es handelte sich um einen Kompositionsauftrag des Theaters Erfurt. Den Vorbemerkungen des Komponisten zufolge erfüllte Nathaniel Hawthornes Erzählung The Wives of the Dead alle Voraussetzungen für sein Projekt, da sie wenig bekannt ist, keine Kürzungen erforderlich macht, eine begrenzte Personenzahl aufweist, „vieldeutig schillernd, narrativ aufgebrochen“ und „legendenhaft zeitlos“ sowie streng formal angelegt ist.
Bei der Uraufführung am 2. Februar 2013 im Großen Haus des Theater Erfurt sangen Marisca Mulder (Mary), Mireille Lebel (Margaret), Marwan Shamiyeh (Margarets Mann und Stephen), Florian Götz (Marys Mann und Parker) sowie Manuel Meyer (Pfarrer). Der Chor des Theaters Erfurt und das Philharmonische Orchester Erfurt wurden geleitet von Johannes Pell. Die Inszenierung stammte von Gabriele Rech, die Dramaturgie von Berthold Warnecke, das Bühnenbild von Norman Heinrich und die Kostüme von Gabriele Heimann. Es handelte sich um eine Kooperation mit der Thüringen Philharmonie Gotha.

## Tonträger
2013, Erfurt: Live-Mitschnitt der Uraufführung. Dreyer.Gaido, CD 2017.